# Denis Rodier
Denis Rodier (Aubignan, 24 giugno 1963) è un fumettista canadese.

## Biografia
Denis Rodier è un disegnatore canadese di fumetti. Ha lavorato per la DC Comics e la Dark Horse Comics, dal 2017 collabora con Glenant nella collana Ils ont faitl'Historie.
Denis Rodier ha lavorato su personaggi di fama mondiale come Batman, Captain America e Wonder Woman, solo per citarne alcuni. È stato il suo lavoro stellare su superman, tuttavia, a ottenere Rodier il suo più grande plauso, in particolare per l'arco della storia "Death of Superman", vincitore di numerosi premi, fino ad oggi, ancora considerato il miglior venditore nella categoria dei fumetti / libri in brossura.
Dal 2008, Denis ha lavorato principalmente con editori europei. La sua prima offerta sono i libri di L'Ordre des Dragons con lo scrittore Jean-Luc Istin per SOLEIL / DELCOURT con il suo seguito, L'Apogée des Dragons, questa volta con Éric Corbeyran come collaboratore.
Dopo aver terminato una biografia di lenin per glénat, Denis completa Maelstrom (ora chiamato Arale e pubblicato da DARGAUD) con l'aiuto dello scrittore Tristan Roulot. Denis sta lavorando duramente con Didier Alcante e Laurent-Frédéric Bollée su un romanzo grafico di 440 pagine per GLÉNAT che sarà pubblicato nel 2020.
I suoi lavori sono stati esposti a New York, Roma, Belgio, Trois-Rivières e al Québec Museum of Art.
Per molti anni, Denis è stato costantemente parte di progetti musicali come percussionista. Intorno all'anno 2000, fonda la band Specimen13 che vede alcuni dei migliori musicisti del Quebec nei suoi ranghi, vale a dire: Donald Fleurent e  Martin Vanier (Talisma), Michel Blanchet (Mystick, Eila) e Gaston Gagnon (Garolou). Per il loro primo CD, Echosystem (creato come duetto con il chitarrista Martin Vanier), gli Specimen13 hanno unito le forze con alcune delle leggende viventi più prolifiche e notevoli del rock ... Tony Levin (Peter Gabriel, King Crimson, Pink Floyd, John Lennon) su il Chapman Stick ... Pat Mastelotto (King Crimson, Mr.Mister, XTC, Rembrandts) alla batteria ... Trey Gunn (King Crimson, John Paul Jones, David Sylvian / Robert Fripp) alla chitarra Warr e Markus Reuter (The Crimson Project, Stick Men , Tuner) sulla chitarra U8 Touch.

## Opere
In Italia sono stati pubblicati:

### Fumetti
- Historica Biografie - Lenin - Ils ont fait l'Historie, (Mondadori 2017) ISBN 978-88-6926-483-2